# Ichthyosaurus
Ichthyosaurus („rybí ještěr“) je dávno vyhynulý rod spodnojurského mořského plaza z čeledi Ichthyosauridae. 

## Význam
Jeho fosilní pozůstatky byly objeveny na území dnešní Belgie, Velké Británie, Německa a Švýcarska. Je jedním z nejlépe prostudovaných rodů ichtyosaurů a celé skupině dal také název. Rodové jméno odkazuje na značnou podobnost tvaru těla tohoto pravěkého plaza s rybami. Ichthyosaurus byl také prvním fosilním obratlovcem, jehož téměř kompletní kostra byla objevena v Anglii počátkem 19. století Mary Anningovou. Původní objev z roku 1818 byl představen vědecké veřejnosti v roce 1819 přírodovědcem Everardem Homem. Zpočátku byl nazývaný „Proteosaurus“, v roce 1941 byl zničen při německém bombardování Londýna za Druhé světové války. V roce 2022 ale byly oznámeny objevy dvou replik původních fosilií, a to v USA a Německu.

## Popis
Ichthyosaurus byl poměrně malým zástupcem své čeledi, jeho délka se pohybovala kolem 2 metrů. Celé stovky nádherně zachovaných exemplářů tohoto plaza byly objeveny na lokalitě v Holzmadenu v Německu. Byly zde objeveny také kostřičky ještě nenarozených mláďat (ichtyosauři byli živorodí) a například také vzácné otisky obrysu těla. Díky tomu bylo zjištěno, že také na hřbetě měli tito výborní plavci dorzální ploutev a na ocase kaudální ploutev. Tito tvorové byli dravci, lovící především ryby a měkkýše. Spoléhali se přitom na svůj skvělý zrak a také dobrý sluch. Mláďata se rodila nejprve ocasem napřed, čímž bylo zabráněno riziku utonutí během porodu.